# Агентства Казахстана
Агентства Республики Казахстана (каз. Қазақстан Республикасының Агенттіктер) — вид центрального государственного органа в Казахстане. Агентства появились в Казахстане в 1997 году вместо Государственных комитетов. В первое время агентства входили в состав Правительства, но на данный момент все подчинены Президенту Казахстана. Председателя Агентства назначает Президент Казахстана, который непосредственно ему подчинён и подотчётен. Большинство агентств было преобразовано в комитеты министерств в 2014 году.

## Действующие
На 2025 год:
1. Агентство по стратегическому планированию и реформам Республики Казахстан с 2020 (вышел из МНЭ РК)
2. Агентство Республики Казахстан по делам государственной службы 1998—2014, c 2019
3. Агентство Республики Казахстан по регулированию и развитию финансового рынка с 2019  (вышел из Национального банка РК)
4. Агентство по защите и развитию конкуренции Республики Казахстан с 2006 (вышел из МНЭ РК)
5. Агентство Республики Казахстан по финансовому мониторингу с 2021 (вышел из МФ РК)
6. Агентство Республики Казахстан по атомной энергии 2012 →Министерство энергетики Республики Казахстан? с 2025

## Бывшие
1. Агентство Республики Казахстан по противодействию коррупции (Антикоррупционная служба) 2019-2025  → КНБ РК
2. Агентство Республики Казахстан по делам строительства и жилищно-коммунального хозяйства 2009—2014 → МИИР РК
3. Агентство Республики Казахстан по борьбе с экономической и коррупционной преступностью 1994—2014, → Агентство Республики Казахстан по противодействию коррупции
4. Агентство Республики Казахстан по делам религий 2011—2016 → МИОР РК
5. Агентство Республики Казахстан по регулированию естественных монополий ?−2014 → МНЭ РК
6. Агентство Республики Казахстан по делам спорта и физической культуры 2012—2014 → МКС РК
7. Агентство республики Казахстан по статистике  ?−2014 → МНЭ РК
8. Агентство Республики Казахстан по регулированию и надзору финансового рынка и финансовых организаций 2004 года — 2011 → Нацбанк РК
9. Агентство Республики Казахстан по чрезвычайным ситуациям 199? — 200? → МЧС РК
10. Агентство таможенного контроля Республики Казахстан 2002 -? → МФ РК
11. Агентство Республики Казахстан по делам здравоохранения 1999—2001 → МЗ РК
12. Агентство Республики Казахстан по управлению земельными ресурсами 2005—2013 → МСХ РК
13. Агентство Республики Казахстан по борьбе с наркоманией и наркобизнесом (2000—2006) → МСХ РК?
14. Агентство финансовой полиции Республики Казахстан 200?—2006 → Агентство Республики Казахстан по противодействию коррупции
15. Агентство по информатизации и связи Республики Казахстан 200?—2010 →
16. Агентство по государственным материальным резерва Республики Казахстан 2001—20 →
17. Агентство Республики Казахстан по защите государственных секретов